# Jerzy Maroń
Jerzy Wojciech Maroń (ur. 1957 r. we Wrocławiu) – polski historyk, specjalizujący się w historii nowożytnej oraz historii wojskowości; nauczyciel akademicki związany z Uniwersytetem Wrocławskim.

## Życiorys
Urodził się w 1957 we Wrocławiu, z którym związał całe swoje życie osobiste i zawodowe. Ukończył tu kolejno szkołę podstawową, a następnie średnią. Po pomyślnie zdanym egzaminie maturalnym podjął w 1976 studia historyczne na Uniwersytecie Wrocławskim, które ukończył w 1980, obroną pracy magisterskiej pt. Działalność Michała K. Paca w czasach Jana III Sobieskiego, napisanej pod kierunkiem prof. Krystyna Matwijowskiego.
Bezpośrednio po zakończeniu studiów podjął pracę jako monter w fabryce "Predom-Polar" na Psim Polu we Wrocławiu (do 1982), a następnie jako nauczyciel historii, geografii, przysposobienia obronnego i wychowania fizycznego we wrocławskiej Szkole Podstawowej nr 107. W 1985 roku powrócił na macierzystą uczelnię jako asystent w Zakładzie Historii Polski i Powszechnej XVI-XVIII wieku Instytutu Historycznego UWr. W 1987 obronił pracę doktorską pt. Sejmy z lat 1688-1689, napisaną pod kierunkiem prof. Krystyna Matwijowskiego. W 1988 roku zatwierdzono uzyskany przez niego stopień doktora nauk humanistycznych w zakresie historii. Wraz z nowym tytułem otrzymał stanowisko adiunkta. W 2000 roku Rada Wydziału Nauk Historycznych i Pedagogicznych UWr nadała mu stopień naukowy doktora habilitowanego nauk humanistycznych na podstawie rozprawy nt. Militarne aspekty wojny trzydziestoletniej na Śląsku. W 2002 został na macierzystej uczelni profesorem nadzwyczajnym. W tym samym roku objął funkcję prorektora Uniwersytetu Wrocławskiego. W 2012 prezydent Polski Bronisław Komorowski nadał mu tytuł profesora nauk humanistycznych.
Ponadto jest członkiem wielu towarzystw naukowych w kraju, m.in.: Polskiego Towarzystwa Historycznego, Wrocławskiego Towarzystwa Naukowego,.

## Dorobek naukowy
Jego zainteresowania naukowe koncentrują się wokół zagadnień związanych z szeroko rozumianą historią nowożytną i historią wojskowości. Obecnie prowadzi badania dotyczące tzw. teorii rewolucji militarnej oraz nowożytnej i najnowszej myśli wojskowej. Dorobek naukowy Jerzego Maronia wynosi 4 monografie, 3 syntezy (jako współautor), 9 książek (redaktor, współredaktor), a także 70 artykułów. Do jego ważniejszych publikacji należą:
- Wokół teorii rewolucji militarnej. Wybrane problemy, Wrocław 2011, ISBN 978-83-229-3164-6
- Legnica 1241 (Warszawa 1996, seria „Historyczne bitwy”), wyd. 2, Warszawa 2008, ISBN 83-11-08632-X
- Wojna trzydziestoletnia na Śląsku. Aspekty militarne, Wrocław 2000; wyd. 2. Wrocław-Racibórz 2008, ISBN 978-83-89802-50-7,
- Koczownicy i rycerze. Najazd Mongołów na Polskę w 1241 roku na tle sztuki wojennej Europy XII i XIII w., Wrocław 2001, ISBN 8386308474
- Dylematy badaczy wiedzy o przeszłości : ostrzeżenia i przestrogi, Wrocław - Kraków 2021, ISBN 978-83-8138-497-1